# Открытый чемпионат Окситании по теннису
Открытый чемпионат Окситании (фр. Open Occitanie) — мужской профессиональный теннисный турнир, проводимый в феврале в Монпелье (Франция) на крытых хардовых кортах местного комплекса Sud de France Arena. Турнир относится к серии ATP 250 с призовым фондом около 620 тысяч евро и турнирной сеткой, рассчитанной на 28 участников в одиночном разряде и 16 пар.

## История
Данное французское соревнование протура основано накануне сезона-1987, как часть февральской хардовой серии. Первый турнир Гран-при закончился двойной победой звезды французского тенниса Янника Ноа в одиночном и парном (с Ги Форже) разрядах. В 1990 году турнир был включён в программу АТР-тура как турнир базовой категории ATP World и перенесён на осеннюю часть сезона.
В 1999 году голосованием теннисистов теннисный Гран-при Лиона был признан лучшим турниром базовой категории АТР-тура (ATP International).
В 2010 году турнир был перенесён из Лиона в Монпелье, на новый стадион «Park&Suites Arena», общее число зрительских мест в котором на время турнира составляет 7,5 тысяч. В 2011 году, из-за изменения сроков проведения турнира (с поздней осени на начало февраля), чемпионат не проводился и был возобновлён в 2012 году.
Победители и финалисты
Лидером по числу одиночных титулов в французском соревновании является Ришар Гаске, четырежды остававшийся непобеждёнными по итогам игровой недели. Он также сыграл в семи финалах. По три одиночных трофея в активе американца Пита Сампраса и ещё одного француза Гаэля Монфиса. Также по три титула в коллекции Марка Россе (два в одиночном и один в парном разряде), Евгения Кафельникова, ещё двух хозяев соревнований Фабриса Санторо и Себастьяна Грожана (по одному в одиночном и по два в парном разряде), а также Якоба Хласека, Энди Рама, Микаэля Льодра, Николя Маю и Эдуара Роже-Васслена (все — в парах).
Французские теннисисты много раз первенствовали в Лионе и играли в финале. В общей сложности 9 французов были чемпионами в одиночном разряде и 12 в парах. В 2006, 2007, 2013, 2014, 2016, 2018 и 2019 годах чисто французский финал был разыгран в одиночном разряде, а в 2009 году — в парном. Финалы, все участники которых представляли только одну нацию, игрались в парном разряде ещё дважды: в 1990 (все игроки из США) и в 1993 году (все участники — представители ЮАР).

## Финалы турнира
| Год      | Победитель           | Финалист              | Счёт              |
| -------- | -------------------- | --------------------- | ----------------- |
| Монпелье |                      |                       |                   |
| 2025     | Феликс Оже-Альяссим  | Александар Ковачевич  | 6-2 6-7(7) 7-6(2) |
| 2024     | Александр Бублик (2) | Борна Чорич           | 5-7 6-2 6-3       |
| 2023     | Янник Синнер         | Максим Кресси         | 7-6(3) 6-3        |
| 2022     | Александр Бублик     | Александр Зверев      | 6-4 6-3           |
| 2021     | Давид Гоффен         | Роберто Баутиста Агут | 5-7 6-4 6-2       |
| 2020     | Гаэль Монфис (3)     | Вашек Поспишил        | 7-5 6-3           |
| 2019     | Жо-Вильфрид Тсонга   | Пьер-Юг Эрбер         | 6-4 6-2           |
| 2018     | Люка Пуй             | Ришар Гаске           | 7-6(2) 6-4        |
| 2017     | Александр Зверев     | Ришар Гаске           | 7-6(4) 6-3        |
| 2016     | Ришар Гаске (4)      | Поль-Анри Матьё       | 7-5 6-4           |
| 2015     | Ришар Гаске (3)      | Ежи Янович            | 3-0 — отказ       |
| 2014     | Гаэль Монфис (2)     | Ришар Гаске           | 6-4 6-4           |
| 2013     | Ришар Гаске (2)      | Бенуа Пер             | 6-2 6-3           |
| 2012     | Томаш Бердых         | Гаэль Монфис          | 6-2 4-6 6-3       |
| 2010     | Гаэль Монфис         | Иван Любичич          | 6-2 5-7 6-1       |
| Лион     |                      |                       |                   |
| 2009     | Иван Любичич (2)     | Микаэль Льодра        | 7-5 6-3           |
| 2008     | Робин Сёдерлинг (2)  | Жюльен Беннето        | 6-3 6-7(5) 6-1    |
| 2007     | Себастьян Грожан     | Марк Жикель           | 7-6(5) 6-4        |
| 2006     | Ришар Гаске          | Марк Жикель           | 6-3 6-1           |
| 2005     | Энди Роддик          | Гаэль Монфис          | 6-3 6-2           |
| 2004     | Робин Сёдерлинг      | Ксавье Малисс         | 6-2 3-6 6-4       |
| 2003     | Райнер Шуттлер       | Арно Клеман           | 7-5 6-3           |
| 2002     | Поль-Анри Матьё      | Густаво Куэртен       | 4-6 6-3 6-1       |
| 2001     | Иван Любичич         | Юнес эль-Айнауи       | 6-3 6-2           |
| 2000     | Арно Клеман          | Патрик Рафтер         | 7-6(2) 7-6(5)     |
| 1999     | Николас Лапентти     | Ллейтон Хьюитт        | 6-3 6-2           |
| 1998     | Алекс Корретха       | Томми Хаас            | 2-6 7-6(6) 6-1    |
| 1997     | Фабрис Санторо       | Томми Хаас            | 6-4 6-4           |
| 1996     | Евгений Кафельников  | Арно Бёч              | 7-5 6-3           |
| 1995     | Уэйн Феррейра        | Пит Сампрас           | 7-6(2) 5-7 6-3    |
| 1994     | Марк Россе (2)       | Джим Курье            | 6-4 7-6(2)        |
| 1993     | Пит Сампрас (3)      | Седрик Пьолин         | 7-6(5) 1-6 7-5    |
| 1992     | Пит Сампрас (2)      | Седрик Пьолин         | 6-4 6-2           |
| 1991     | Пит Сампрас          | Оливье Делатр         | 6-1 6-1           |
| 1990     | Марк Россе           | Матс Виландер         | 6-3 6-2           |
| 1989     | Джон Макинрой        | Якоб Хласек           | 6-3 7-6           |
| 1988     | Яхья Думбия          | Тодд Нельсон          | 6-4 3-6 6-3       |
| 1987     | Янник Ноа            | Йоаким Нюстрём        | 6-4 7-5           |

| Год  | Победители                              | Финалисты                                  | Счёт               |
| ---- | --------------------------------------- | ------------------------------------------ | ------------------ |
| 2025 | Ботик ван де Зандсхюлп Робин Хасе (2)   | Таллон Грикспор Барт Стевенс               | 6-7(7) 6-3 [10-5]  |
| 2024 | Садио Думбия Фабьен Ребуль              | Тристан-Самуэль Вайссборн Альбано Оливетти | 6-7(5) 6-4 [10-6]  |
| 2023 | Матве Мидделкоп Робин Хасе              | Максим Кресси Альбано Оливетти             | 7-6(4) 4-6 [10-6]  |
| 2022 | Николя Маю (3) Пьер-Юг Эрбер            | Ллойд Гласспул Харри Хелиёваара            | 4-6 7-6(3) [12-10] |
| 2021 | Хенри Континен Эдуар Роже-Васслен (3)   | Андрей Василевский Йонатан Эрлих           | 6-2 7-5            |
| 2020 | Мате Павич (2) Никола Чачич             | Доминик Инглот Айсам-уль-Хак Куреши        | 6-4 6-7(4) [10-4]  |
| 2019 | Иван Додиг Эдуар Роже-Васслен (2)       | Бенжамен Бонзи Антуан Оан                  | 6-4 6-3            |
| 2018 | Кен Скупски Нил Скупски                 | Бен Маклахлан Юго Нис                      | 7-6(2) 6-4         |
| 2017 | Александр Зверев Миша Зверев            | Фабрис Мартен Даниэль Нестор               | 6-4 6-7(3) [10-7]  |
| 2016 | Майкл Винус Мате Павич                  | Александр Зверев Миша Зверев               | 7-5 7-6(4)         |
| 2015 | Маркус Даниэлл Артём Ситак              | Доминик Инглот Флорин Мерджа               | 3-6 6-4 [16-14]    |
| 2014 | Николай Давыденко Денис Истомин         | Марк Жикель Николя Маю                     | 6-4 1-6 [10-7]     |
| 2013 | Марк Жикель Микаэль Льодра (3)          | Юхан Брунстрём Равен Класен                | 6-3 3-6 [11-9]     |
| 2012 | Эдуар Роже-Васслен Николя Маю (2)       | Пол Хенли Джейми Маррей                    | 6-4 7-6(4)         |
| 2010 | Стивен Хасс Росс Хатчинс                | Марк Лопес Эдуардо Шванк                   | 6-2 4-6 [10-7]     |
| 2009 | Жюльен Беннето (2) Николя Маю           | Себастьян Грожан Арно Клеман               | 6-4 7-6(6)         |
| 2008 | Микаэль Льодра (2) Энди Рам (3)         | Стивен Хасс Росс Хатчинс                   | 6-3 5-7 [10-8]     |
| 2007 | Себастьян Грожан Жо-Вильфрид Тсонга     | Ловро Зовко Лукаш Кубот                    | 6-4 6-3            |
| 2006 | Жюльен Беннето Арно Клеман              | Ярослав Левинский Франтишек Чермак         | 6-2 6-7(3) [10-7]  |
| 2005 | Микаэль Льодра Фабрис Санторо (2)       | Рогир Вассен Джефф Кутзе                   | 6-3 6-1            |
| 2004 | Энди Рам (2) Йонатан Эрлих (2)          | Йонас Бьоркман Радек Штепанек              | 7-6(2) 6-2         |
| 2003 | Энди Рам Йонатан Эрлих                  | Жюльен Беннето Николя Маю                  | 6-1 6-3            |
| 2002 | Уэйн Блэк Кевин Улльетт (2)             | Даниэль Нестор Марк Ноулз                  | 6-4 3-6 7-6(3)     |
| 2001 | Ненад Зимонич Даниэль Нестор            | Себастьян Грожан Арно Клеман               | 6-1 6-2            |
| 2000 | Сэндон Столл Паул Хархёйс               | Иван Любичич Джек Уэйт                     | 6-1 6-7 7-6        |
| 1999 | Пит Норвал Кевин Улльетт                | Сэндон Столл Уэйн Феррейра                 | 4-6 7-6(5) 7-6(4)  |
| 1998 | Оливье Делатр Фабрис Санторо            | Томас Карбонелл Франсиско Роиг             | 6-2 6-2            |
| 1997 | Патрик Гэлбрайт (2) Эллис Феррейра      | Оливье Делатр Фабрис Санторо               | 3-6 6-2 6-4        |
| 1996 | Джим Грэбб Ричи Ренеберг                | Нил Броуд Пит Норвал                       | 6-2 6-1            |
| 1995 | Евгений Кафельников (2) Якоб Хласек (3) | Джон-Лаффни де Ягер Уэйн Феррейра          | 6-3 6-3            |
| 1994 | Евгений Кафельников Якоб Хласек (2)     | Мартин Дамм Патрик Рафтер                  | 6-7 7-6 7-6        |
| 1993 | Дэни Виссер Гэри Мюллер                 | Джон-Лаффни де Ягер Стефан Крюгер          | 6-3 7-6            |
| 1992 | Марк Россе Якоб Хласек                  | Нил Броуд Стефан Крюгер                    | 6-1 6-3            |
| 1991 | Том Нейссен Цирил Сук                   | Стив Девриз Дэвид Макферсон                | 7-6 6-3            |
| 1990 | Патрик Гэлбрайт Келли Джонс             | Джим Грэбб Дэвид Пейт                      | 7-6 6-4            |
| 1989 | Эрик Елен Микаэль Мортенсен             | Джон Макинрой Якоб Хласек                  | 6-2 3-6 6-3        |
| 1988 | Бродерик Дайк Брэд Дрюэтт               | Микаэль Мортенсен Блейн Уилленборг         | 3-6 6-3 6-4        |
| 1987 | Янник Ноа Ги Форже                      | Келли Джонс Дэвид Пейт                     | 4-6 6-3 6-4        |